# Departamento Treinta y Tres
Treinta y Tres (deutsch „Dreiunddreißig“) ist ein Departamento in Uruguay.

## Geographie
Es liegt im Osten des Landes, an der Grenze zu Brasilien, die durch die Laguna Merín führt, einer langgezogenen Lagune und hat eine Fläche von 9539 Quadratkilometern. Es grenzt außerdem an Cerro Largo im Norden, Durazno und Florida im Westen, Lavalleja und Rocha im Süden. Im Westen des Departamentos liegt die Hügelkette der Cuchilla Grande. Der Osten ist dagegen relativ flach. 20 km nördlich der Hauptstadt liegt der Nationalpark Quebrada de los Cuervos, eine felsige Gegend mit vielen kleinen Wasserläufen. Durch das Departamento fließt der Arroyo del Oro.

## Geschichte
Die Gründung des Departamentos erfolgte im Jahre 1884. Die Namensgebung verweist auf die sogenannten 33 Orientalen unter ihrem Anführer Juan Antonio Lavalleja.

## Einwohner
Während 2004 noch 49.318 Einwohner gezählt wurden, betrug die im Rahmen der Volkszählung des Jahres 2011 ermittelte Einwohnerzahl 48.134. Davon waren 23.416 Männer und 24.718 Frauen. Das Departamento zählt neben Flores und Durazno zu den am dünnsten besiedelten Regionen Uruguays. 1990 lag die Anzahl der Einwohner pro Quadratkilometer knapp unter fünf. Mehr als die Hälfte der Bevölkerung des Departamentos wohnt in der gleichnamigen Hauptstadt. Weitere größere städtische Ansiedlungen sind Vergara, Santa Clara de Olimar, Cerro Chato und General Enrique Martínez.

## Infrastruktur

### Bildung
Treinta y Tres verfügt über insgesamt sieben weiterführende Schulen (Liceos), in denen 4.131 Schüler von 368 Lehrern unterrichtet werden. Das älteste Liceo des Departamentos ist das in der Departamento-Hauptstadt Treinta y Tres angesiedelte, 1913 gegründete Liceo Nº 1 Departamental “Dr. Nilo Goyoaga”. (Stand: Dezember 2008)

## Politik
Die Führungsposition der Exekutive des Departamentos, das Amt des Intendente, hat Dardo Sánchez von der Partido Nacional inne.

### Ehemalige Intendenten
- 2005–2010: Gerardo Amaral[6]